# 2 (число)
2 (рус. два, уменьш. разг. двойка) — число, цифра и глиф. Натуральное число между 1 и 3.

## В математике
- Целое число называется чётным, если оно делится на 2.
- Для целых чисел, записанных в системе счисления с чётным основанием (например, в десятичной или шестнадцатеричной), справедливо простое правило: число делится на 2, если его младший разряд делится на 2.
- 2 — наименьшее и первое простое число, единственное чётное простое число  ↑3
- 2 — третье число Фибоначчи ↓1, ↑3  как сумма первых двух, 1 и 1.
- 2 — факториальное простое число  ↑3 , простое число Люка, простое число Смарандейка — Веллина[англ.]
- 1-е число Софи Жермен  ↑3  (2 * 2 + 1 = 5, которое также число Софи Жермен)[1].
- 2 — простое число Эйзенштейна без мнимой части и с действительной частью вида {\displaystyle 3n-1}
- 2 — простое число Штерна, число Пелля ↓1, ↑5 , а также число Маркова ↓1, ↑5
- 2 — второе число Каталана ↓1, ↑5
- 2 — второе число Белла ↓1, ↑5
- 2 — второе число Моцкина ↓1, ↑4 , первое простое Моцкина  ↑127 .
- 2 — одиозное число
- 2 — второе меандровое число ↓1, ↑8  и третье открытое меандровое число ↓1, ↑3 [2][3]
- 2 — делитель числа 10, так что обыкновенные дроби с числом 2 в знаменателе являются конечными.
- 2 — факториал числа 2: 2! = 2.
- 2 — основание простейшей — двоичной — системы счисления, широко используемой в вычислительной технике.
- 2 — тессерактный суперкорень из числа 65 536.
- 2 — второй по счёту факторион ↓1, ↑145  (число, равное сумме факториалов своих цифр в десятичной записи).
- 210 = 102 = 23(и более).
- 2 является суперсовершенным числом — числом n, таким, что σ(σ(n))=2n[4].
- Существует ровно 2 тримино ↓1, ↑5 .

@[[Участник:|]]:=== Свойства ===
Для любого числа {\displaystyle x}:
x + x = 2 · x — от сложения к умножению
x · x = x² — от умножения к возведению в степень
x x = x↑↑2 — от возведения в степень к Тетрации (↑↑ — нотация Дональда Э. Кнута)
Число 2 обладает также следующим уникальным свойством: 2 + 2 = 2 · 2 = 2² = 2 ↑↑ 2 = 2 ↑↑↑ 2
- 10² = 100 называется сто, десятичные приставки: гекто (г) и санти (с)
- 2² = 4
- ½ называется половиной